# Silent Night, Deadly Night
Silent Night, Deadly Night este un film american slasher de  groază de sărbători din 1984 regizat de Charles E. Sellier Jr. și cu Robert Brian Wilson, Lilyan Chauvin, Gilmer McCormick, Toni Nero și Linnea Quigley în rolurile principale. Povestea se referă la un tânăr pe nume Billy Chapman, care suferă de stres post-traumatic din cauza faptului că a fost martor la uciderea părinților săi în Ajunul Crăciunului de către un bărbat deghizat în Moș Crăciun și creșterea sa ulterioară într-un orfelinat catolic plin de abuzuri. Ca adult, sărbătoarea Crăciunului îl duce într-o criză psihologică și îl transformă într-un ucigaș costumat în Moș Crăciun.
Filmul a fost lansat de Tri-Star Pictures pe 9 noiembrie 1984; a fost însoțit de controverse substanțiale cu privire la materialul și conținutul său promoțional, care prezenta un Moș Crăciun ucigaș. Pe lângă faptul că a primit recenzii mixte, a fost scos din cinematografe la o săptămână după lansare. Cu toate acestea, a fost un succes de box-office în timpul săptămânii premierei, încasând 2,5 milioane de dolari americani la un buget de 750.000 de dolari. De la lansare, a dezvoltat un film idol și a dat naștere unei serii, constând din patru continuări, al patrulea și a cincilea film neavând nicio legătură cu filmul original, precum și un remake din 2012 vag bazat pe original. Un nou reboot este în curs de dezvoltare.

## Rezumat
În 1971, Billy Chapman, în vârstă de 5 ani, și familia sa vizitează un azil de bătrâni din Utah, unde locuiește bunicul său care suferă de catatonie. Când părinții lui Billy părăsesc camera, bunicul lui se trezește brusc și îi spune lui Billy să se teamă de Moș Crăciun, deoarece îi pedepsește pe cei obraznici.
Pe drumul înapoi spre casă, un criminal îmbrăcat într-un costum de Moș Crăciun – care tocmai jefuise un magazin de băuturi alcoolice și l-a ucis pe proprietar – încearcă să jefuiască familia. În timp ce tatăl lui Billy încearcă să plece, criminalul îl împușcă și încearcă să o agreseze sexual pe mama lui Billy; când ea îl lovește, el îi tăie gâtul cu un cuțit. Billy fuge și se ascunde, lăsându-l pe fratele lui Ricky în mașină.
Trei ani mai târziu, în decembrie 1974, Billy, în vârstă de 8 ani, și Ricky, în vârstă de 4 ani, sărbătoresc Crăciunul într-un orfelinat condus de Mama Superioară, o călugăriță strictă care bate copiii care se poartă urât și consideră pedeapsa un lucru „bun”. Măicuța Margaret, care iubește copiii, încearcă să-l ajute pe Billy, dar acesta este pedepsit adesea. De Crăciun, orfelinatul invită un bărbat în costum de Moș Crăciun să viziteze copiii; Billy, forțat să stea în poala acestuia de Mama Superioră, îl lovește pe bărbat înainte de a fugi îngrozit în camera lui.
10 ani mai târziu, în primăvara anului 1984, Billy, acum în vârstă de 18 ani, părăsește orfelinatul pentru a începe o viață normală și găsește un loc de muncă într-un magazin local de jucării, cu sprijinul măicuței Margaret. La magazin, se îndrăgostește de colega sa, Pamela; are gânduri sexuale care sunt adesea întrerupte de viziuni morbide cu uciderea părinților săi. În Ajunul Crăciunului, angajatul care joacă rolul lui Moș Crăciun al magazinului este rănit, iar șeful lui Billy, domnul Sims, îl pune să-i ia locul. După închiderea magazinului, personalul organizează o petrecere de Ajunul Crăciunului. Billy, în costumul lui Moș Crăciun, încearcă să se distreze, dar are amintiri despre crimele părinților săi, făcându-l să se simtă deprimat. Îi vede pe colegii lui, Andy și Pamela, sărutându-se și apoi mergând în camera din spate. Billy îi urmărește și îl vede pe Andy încercând să o violeze pe Pamela. Acest lucru îi declanșează nebunia; îl atârnă pe Andy cu un șir de luminițe de Crăciun și, declarând că pedeapsa este „bună”, o ucide pe Pamela cu un cutter.
Apoi, Billy îl ucide pe domnul Sims și pe managerul său, doamna Randall. Măicuța Margaret descoperă măcelul și se duce la secția de poliție după ajutor. Billy intră într-o casă din apropiere, unde un cuplu tânăr pe nume Denise și Tommy fac sex și o fetiță pe nume Cindy doarme; pe Denise o ucide în coarnele unui cerb, trofeu pe perete, și îl aruncă pe Tommy printr-o fereastră. Când acest lucru o trezește pe Cindy, Billy o întreabă dacă a fost drăguță sau obraznică; ea spune că drăguț, iar el îi dă cutterul pe care l-a folosit mai devreme. După aceasta, este martor cum bătăușii se iau de doi adolescenți și le fură săniile și îl decapită pe unul dintre acești bătăuși cu toporul.
A doua zi dimineața, căpitanul Richards și măicuța Margaret deduc că Billy se va duce la orfelinat, unde încă locuiește Ricky. Ofițerul Barnes răspunde la ordinul de a asigura orfelinatul și ucide din greșeală un pastor surd, părintele O'Brien, care era îmbrăcat ca Moș Crăciun, confundându-l cu Billy. În timp ce Barnes continuă să patruleze, este lovit în piept de toporul lui Billy. Billy se confruntă cu Maica Superioră, acum într-un scaun cu rotile. Tocmai când se pregătește să o omoare, Richards îl împușcă în spate. Billy cade pe podea și le spune copiilor „Acum sunteți în siguranță, Moș Crăciun a plecat”, înainte de a muri din cauza rănilor sale. Un tânăr de 14 ani, Ricky, încruntat la Mama Superioră, rostește „obraznic.”, indicând viitoarea răzbunare a sa asupra ei pentru moartea fratelui său.

## Distribuție
- Robert Brian Wilson – Billy Chapman la 18 ani
  - Danny Wagner –  Billy Chapman, la opt ani
  - Jonathan Best – Billy Chapman, la cinci ani
- Alex Burton – Richard „Ricky” Chapman
  - Max Broadhead – Ricky Chapman, la patru ani
  - Melissa Best (sora din viața reală a lui Jonathan) – Ricky Chapman copil
- Lilyan Chauvin – Mama Superioara
- Gilmer McCormick – sora Margaret
- Toni Nero – Pamela
- Britt Leach – domnul Sims
- Nancy Borgenicht – doamna Helen Randall
- Linnea Quigley – Denise
- Will Hare – bunicul Chapman
- Tara Buckman – Ellie Chapman
- Geoff Hansen (creditat ca Jeff Hansen) – Jim Chapman
- Charles Dierkop – „Killer Santa”, un criminal în costumul lui Moș Crăciun
- Don Shanks – Moș Crăciun urcând pe fereastră
- Judith Roberts – Mama Superioră (nemenționată)

## Producție
Conceptul filmului a fost preluat de producătorul executiv Scott J. Schiend, care în acea perioadă a acceptat idei de scenariu pe baza propunerilor publicului. Una dintre acestea a fost o povestire intitulată „El te vede când dormi”, scrisă de un student de la Universitatea Harvard pe nume Paul Caimi. Povestirea era despre un ucigaș, Moș Crăciun, iar Schiend a fost impresionat de concept, deși nu-i plăceau filmele slasher. Apoi l-a contactat pe scenaristul Michael Hickey și i-a cerut să scrie un scenariu bazat pe această povestire. Ulterior, Hickey a trimis scenariul celor de la Tri-Star Pictures, care au fost mulțumiți de acesta și au acceptat să finanțeze și să distribuie filmul.
Titlul de lucru al filmului în timpul producției a fost Slayride și urma să fie produs de Slayride Productions Inc. Producătorul Ira Richard Barmak a fost angajat de Tri-Star pentru a produce filmul. Producătorii executivi, Scott J. Schiend și Dennis Whitehead, sperau să angajeze un regizor nou și tânăr care să fie „următorul John Carpenter” și i-au luat în calcul pe Sam Raimi, Albert Magnoli și Ken Kwapis pentru această poziție. Tri-Star și-a exprimat interesul față de producătorul de televiziune Charles E. Sellier Jr., care era binecunoscut pentru producția filmului și a serialelor TV The Life and Times of Grizzly Adams. Schiend și Whitehead nu au fost de acord crezând că un producător veteran nu ar oferi filmului un aspect și o reputație bună; cu toate acestea, Tri-Star a insistat și în cele din urmă l-a angajat pe Sellier pentru această poziție.
Filmarea principală a durat din martie până în aprilie 1983 și a avut loc în Heber City și Midway, Utah. În acea vreme, cea mai mare parte a zăpezii a început să se topească, așa că echipa de producție s-a grăbit să filmeze mai întâi toate scenele exterioare. Numeroase clădiri au fost folosite pentru scenele interioare în timpul filmărilor. Clădirea orfelinatului era o școală abandonată care a fost renovată de echipaj în timpul producției. A fost apoi demolată la scurt timp după încheierea filmărilor. Clădirea Jucăriile lui Ira era o clădire vacantă închiriată de echipa de producție. În 2022, era încă în picioare și este în prezent o sală de sport. În timpul filmărilor, regizorul Charles E. Sellier Jr. nu s-a simțit pre confortabil să filmeze secvențele de crimă și editorul filmului Michael Spence a lucrat ca regizor înlocuitor pentru aceste scene.
Distribuția filmului a fost formată în principal din actori locali din statul Utah. Vedeta principală Robert Brian Wilson (Billy la 18 ani) locuia în acea vreme în Salt Lake City și nu avea experiență în actorie. A dat o audiție pentru acest rol la cererea iubitei sale. Nu au apărut actori importanți și cunoscuți în film și mulți aveau experiență doar în roluri de actorie de televiziune.
În timpul postproducției, TriStar a decis să schimbe titlul filmului Slayride în Silent Night, Deadly Night. Compozitorul Perry Botkin a fost angajat să compună coloana sonoră; a făcut acest lucru urmărind o copie Betamax a filmului. Ulterior, TriStar l-a angajat pe designerul grafic Burt Kleeger să creeze infamul afiș de lansare în cinematografe care îl înfățișa pe Moș Crăciun urcând pe un horn în timp ce ținea un topor dublu, care includea și sloganul filmului: „Ai trecut de Halloween, acum încearcă să supraviețuiești Crăciunului” împreună cu „El știe când ai fost obraznic”.
Deoarece conceptul filmului a mai fost realizat înainte de filmul de groază Christmas Evil din 1980, la fel față de primul segment al filmului de antologie de groază din 1972, Povești din criptă, producătorii și TriStar nu au fost îngrijorați de faptul că tema ucigașului Moș Crăciun ar fi controversată. Cu toate acestea, a existat îngrijorarea că portretizarea Bisericii Catolice în film ar fi controversată. Din această cauză, TriStar a fost de acord să distribuie filmul într-o lansare limitată în vestul mijlociu al Statelor Unite, în mare parte protestant, înainte de a merge mai departe cu lansarea lui în nord-estul Statelor Unite, predominant catolic. TriStar a stabilit data lansării în cinematografe a filmului ca 9 noiembrie 1984, în jurul începutului sezonului de Crăciun. Robert Brian Wilson și-a exprimat nemulțumirea față de această decizie, considerând că filmul ar fi trebuit să fie lansat în preajma Halloween-ului pentru a provoca mai puține controverse.